# Millplophrys
Millplophrys là một chi nhện trong họ Linyphiidae.